# David Deejay
David Deejay, właśc. Adi Cristian Colceru (ur. 10 grudnia 1980 w Bârladzie) – rumuński DJ. Po wyjeździe do Bukaresztu pracował z kilkoma innymi producentami. W 2007 zaczął pracę nad własnym singlem „Sexy Thing”. David Deejay wydał cztery single z czego dwa z nich osiągnęły TOP 10 w radiowych rankingach w Rumunii. Trzy z nich nagrał razem z Donym (Cornel Doncini z zespołu Refflex). Obecnie studiuje na uniwersytecie rumuńsko-amerykańskim w Bukareszcie.

## Dyskografia

### Single
- 2008 „Sexy Thing” (feat Dony)
- 2008 „Nasty Dream” (feat Dony)
- 2009 „I Can Feel” (feat Ela Rose)
- 2009 „So Bizzare” (feat Dony)
- 2010 „Temptation” (feat Dony)